# Visitación de la Virgen
Se conoce como la Visitación de la Virgen a la visita realizada por la Virgen María, embarazada de Jesús, a su pariente Isabel, embarazada a su vez de Juan el Bautista. Se trata de un pasaje único del Evangelio de Lucas (1, 39-56).
El pasaje contiene expresiones muy apreciadas por diferentes confesiones cristianas. Entre ellas se cuentan las palabras de Isabel incluidas hoy en el «Ave María», oración mariana por antonomasia del catolicismo, y la respuesta de María a modo de cántico, conocida como el «Magníficat».
También es el nombre de una fiesta cristiana que conmemora esta visita, el 31 de mayo en las ramas del cristianismo occidental que celebran la fiesta (la mayoría y los principales calendarios de los católicos y anglicanos) o el 2 de julio en los calendarios de 1263–1969 (conservada en el calendario moderno de algunos países cuyas conferencias episcopales quisieron mantenerla, en particular Alemania y Eslovaquia) y el 30 de marzo en el cristianismo oriental.
El episodio es una de las escenas habituales en los ciclos de la Vida de la Virgen en el arte, y a veces en ciclos más amplios de la Vida de Cristo en el arte.

## Contenido y análisis del pasaje evangélico

Trayecto tradicional de la Visitación de la Virgen María desde Nazaret a la región montañosa de Judea.

El Evangelio de Lucas 1, 39 refiere que María, luego de la Anunciación, fue «con prontitud» a una ciudad de Judá situada en la región montañosa. Hoy en día, esta ciudad es identificada preferentemente con Ein Karem, 6 km al oeste de Jerusalén.
María visita a su pariente Isabel; ambas están embarazadas: María de Jesús, e Isabel de Juan el Bautista. María dejó Nazaret inmediatamente después de la Anunciación y se fue "a la región montañosa... a una ciudad de Judá" (9) para atender a su prima (9) Isabel. Hay varias posibilidades en cuanto a qué ciudad era exactamente, incluyendo Hebrón, al sur de Jerusalén, y Ein Karem. El trayecto de Nazaret a Hebrón es de unos 130 kilómetros (80,8 mi) en línea directa, probablemente hasta la mitad de distancia de nuevo por carretera, dependiendo de la ruta tomada. Isabel estaba en el sexto mes antes de que llegara María (9). María se quedó tres meses, y la mayoría de los eruditos sostienen que se quedó para el nacimiento de Juan. Dadas las tradiciones culturales imperantes y la necesidad de seguridad, es probable que José acompañara a María a Judá, regresara después a Nazaret y volviera al cabo de tres meses para llevar a su esposa a casa. La aparición del ángel, mencionada en Mateo 1:19-25, pudo tener lugar entonces para poner fin a las atormentadoras dudas de José respecto a la maternidad de María.
En el Evangelio de Lucas, los relatos del autor sobre la Anunciación y la Visitación se construyen utilizando ocho puntos de paralelismo literario para comparar a María con el Arca de la Alianza.
Algunos comentaristas de la Iglesia católica han afirmado que el propósito de esta visita era atraer la gracia divina tanto a Isabel como a su hijo no nacido. Aunque todavía estaba en el vientre de su madre, Juan se dio cuenta de la presencia de Cristo y saltó de alegría al ser purificado del pecado original y colmado de la gracia divina. Isabel también respondió y reconoció la presencia de Jesús, y así María ejerció por primera vez su función de mediadora entre Dios y los hombres.

En aquellos días, se levantó María y se fue con prontitud a la región montañosa, a una ciudad de Judá; entró en casa de Zacarías y saludó a Isabel. Y sucedió que, en cuanto oyó Isabel el saludo de María, saltó de gozo el niño en su seno, e Isabel quedó llena del Espíritu Santo; y exclamando con gran voz, dijo: «Bendita tú entre las mujeres y bendito el fruto de tu seno; y ¿de dónde a mí que la madre de mi Señor venga a mí? Porque, apenas llegó a mis oídos la voz de tu saludo, saltó de gozo el niño en mi seno. ¡Feliz la que ha creído que se cumplirían las cosas que le fueron dichas de parte del Señor!

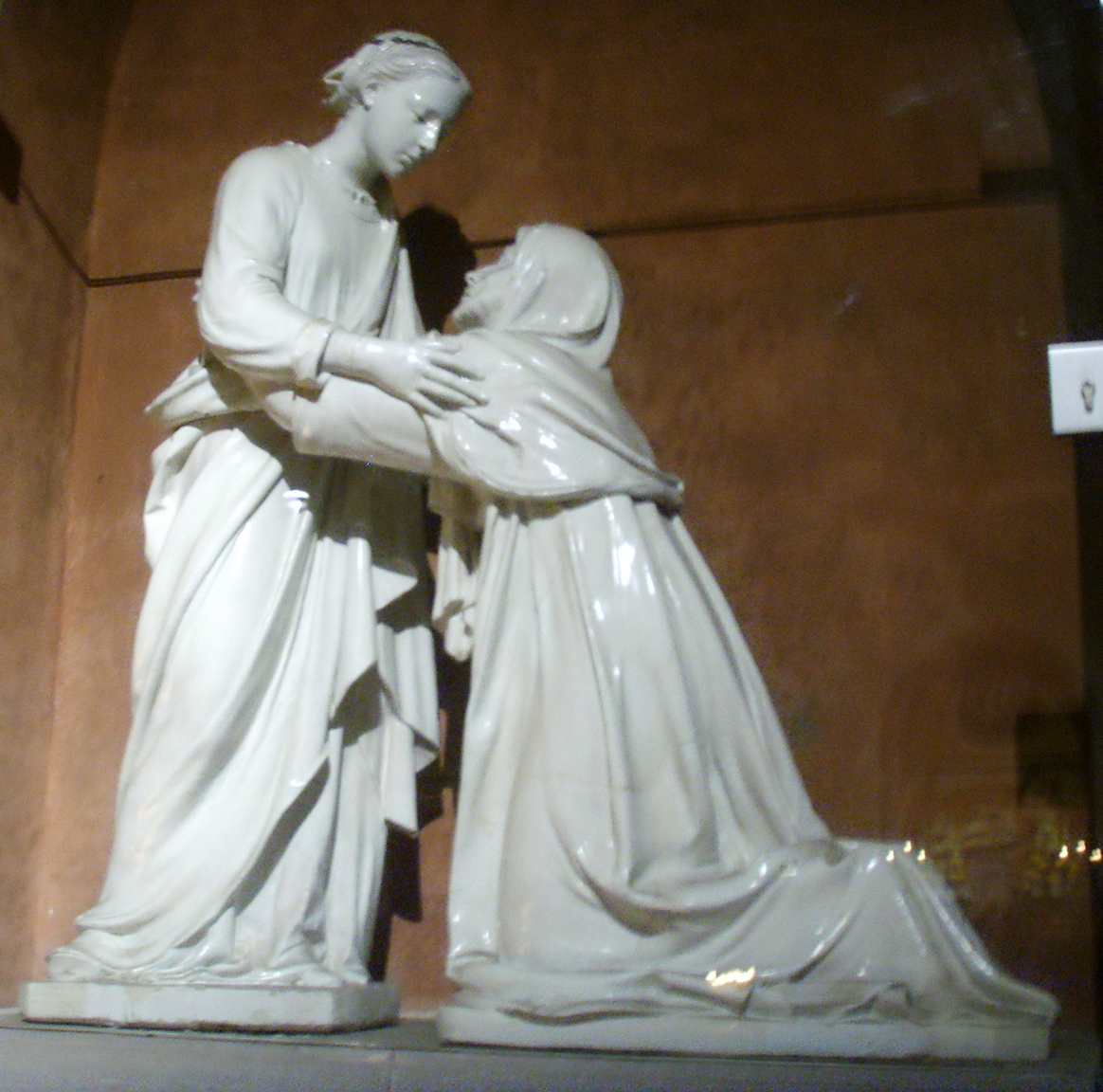
Visitación, obra del escultor y ceramista Luca della Robbia, ca. 1425. Iglesia de San Juan Extramuros, Pistoya, Italia.

La finalidad de la visita de María habría sido asistirla y, al mismo tiempo, recibir consejo. La traducción del texto griego meta spoudēs puede significar «con prontitud», «con prisa», pero también «muy solícitamente» o «con impaciencia»  De ahí que se suela interpretar la actitud de María como un ejemplo de servicio y entrega a los demás.
En respuesta a Isabel, María proclama el Magnificat (Mi alma engrandece al Señor) 9.
La palabra "bendito" no se traduce en griego por la palabra "makarios", sino como "evlogimeni", que es la segunda persona femenina del singular, usada sólo una vez en el Nuevo Testamento. Su homólogo masculino en tercera persona del singular "evlogimenos" se emplea sólo para Jesús y sólo en esta ocasión y cuando fue bienvenido en Jerusalén el Domingo de Ramos con: "Bendito el que viene en nombre del Señor". La tercera persona del plural masculino/mixto "evlogimenoi" es utilizada por Jesús sólo cuando se refiere a los justos que serán resucitados en el Juicio Final.

## Festividad

### Cristianismo occidental

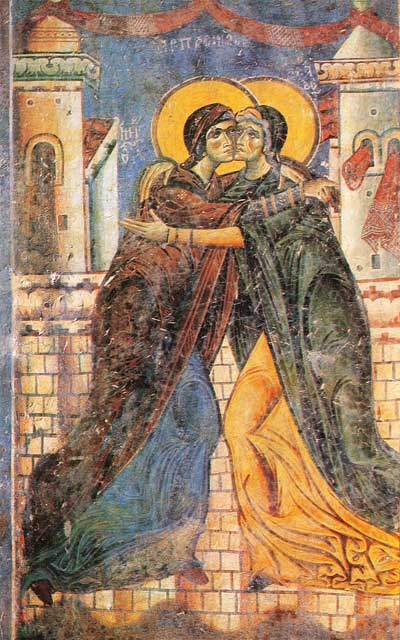
Fresco cristiano oriental de la Visitación en la iglesia de San Jorge en Kurbinovo, Macedonia del Norte

La fiesta de la Visitación se celebra el 31 de mayo. La fiesta fue introducida en 1263 por san Buenaventura, general de la Orden Franciscana, específicamente para su práctica en esa orden mendicante. Instituida en 1389 por el papa Urbano VI, fue inscrita en el Calendarium Romanum para el 2 de julio. Al reformarse el calendario tras el Concilio Vaticano II, la fiesta de la Visitación se trasladó al 31 de mayo, entre las solemnidades de la Anunciación (25 de marzo) y del nacimiento de Juan el Bautista (24 de junio), de forma que hubiera mayor concordancia con la secuencia de la narración del Evangelio de Lucas. Además, la Visitación acompaña el cierre de mayo, mes que la Iglesia dedica tradicionalmente a la Virgen María.
El tema de la Fiesta de la Visitación se centra en María respondiendo a la incitación del Espíritu Santo para emprender una misión de caridad.
Esta fiesta es de origen medieval. En 1389 el Papa Urbano VI, esperando así obtener el fin del Gran Cisma de Occidente, la insertó a instancias de Juan de Jenstein, arzobispo de Praga, en el Calendario Romano, para celebrarla el 2 de julio.  En el calendario tridentino, era doble. Cuando aquel Misal del papa Pío V fue sustituido por el del Papa Clemente VIII en 1604, la Visitación pasó a ser una Doble de Segunda Clase, o, como sería llamada a partir de 1960 por la reforma del papa Juan XXIII, una Fiesta de Segunda Clase.  Siguió siendo asignada al 2 de julio, el día después del final de la octava que sigue al cumpleaños de Juan Bautista, que todavía estaba en el vientre de su madre en el momento de la Visitación. Además del 2 de julio, la Visitación también se celebraba tradicionalmente el Viernes de Ceniza en Adviento, proporcionando la lectura del Evangelio para ese día.
La revisión de 1969 del calendario la trasladó al 31 de mayo, "entre la Solemnidad de la Anunciación del Señor (25 de marzo) y la de la Natividad de San Juan Bautista (24 de junio), para que armonizara mejor con el relato evangélico".
La Iglesia católica en Alemania (junto con la Iglesia luterana) ha mantenido, con el consentimiento de la Santa Sede, la fecha del 2 de julio como variación nacional del Calendario Romano General. Del mismo modo, la Iglesia católica de Eslovaquia también ha conservado la fecha original debido a una importante peregrinación nacional a la Basílica de la Visitación en la ciudad de Levoča, que se celebra en el primer fin de semana de julio desde el siglo XIII. Los católicos tradicionalistas, que utilizan un calendario anterior a 1970, celebran asimismo el 2 de julio. En algunas tradiciones anglicanas es simplemente una conmemoración y no una fiesta.
En la Iglesia católica, la Visitación es el segundo Misterio Gozoso del Rosario.

### Cristianismo oriental
La celebración de una fiesta conmemorativa de este acontecimiento en la Iglesia Ortodoxa Oriental es de origen relativamente reciente, ya que data del siglo XIX. El impulso para establecer un día de fiesta en el calendario litúrgico ortodoxo oriental y la composición de un servicio para ser incluido en el Menaion, fueron obra del archimandrita Antonin Kapustin (1817-1894), jefe de la Iglesia Ortodoxa Rusa en la Misión Eclesiástica a Jerusalén. El Gorneye Convento de Jerusalén, construido en el lugar tradicional del Encuentro de la Theotokos (Virgen María) y Santa Isabel, celebra esta Fiesta el 30 de marzo (en el Calendario juliano el 30 de marzo corresponde, hasta 2099, al calendario gregoriano 12 de abril). Si el 30 de marzo cae entre el Sábado de Lázaro y la Pascua, la Fiesta de la Visitación se traslada al Viernes Santo. La celebración de la Fiesta de la Visitación aún no ha sido aceptada por todas las jurisdicciones ortodoxas.
En el cristianismo siríaco la fiesta de la Visitación se celebra el tercer domingo de la Temporada de Anuncios anterior a la Navidad.

## Comentario
La visita de María a Isabel en Lucas 1:39-56 es considerada por muchos una rica fuente de comentarios sobre el papel de María en la Iglesia cristiana. Señalando la veneración de la Madre de Dios en la Iglesia católica, el teólogo alemán Friedrich Justus Knecht (m. 1921), escribe que:

En el Magnificat, María dijo proféticamente: 'Desde ahora todas las generaciones me llamarán bienaventurada'. Esta profecía se ha cumplido en la Iglesia católica, pues nuestra santa Iglesia honra a la Virgen con fiestas y devociones especiales. ¿?Cómo no rendir honor a Aquella a quien Dios elevó a tan alta dignidad y alabó de tal manera por boca de Gabriel y de Isabel? Nuestra veneración a la santa Madre de Dios está bien fundada tanto en la Sagrada Escritura como en la razón.

Knetch señala también que María nos ofrece un modelo de caridad, planteándose las preguntas: "¿Por qué se apresuró María a visitar a su prima? ¿Cuáles fueron sus razones?" Responde escribiendo: "En primer lugar, el ángel la había remitido a Isabel, aunque ella había creído sus palabras sin pedir una señal. Por eso creyó que era voluntad de Dios que visitara a su prima y se convenciera de la verdad de la señal que se le había dado, es decir, que Isabel estaba a punto de tener un hijo. En segundo lugar, María sabía muy bien que su prima se había afligido durante muchos años por no tener hijos, y sabía lo feliz que debía sentirse ahora que la causa de su aflicción había desaparecido. El corazón amoroso de María se compadecía de la felicidad de su prima; quería desearle alegría, alegrarse con ella y unirse a ella en la alabanza de la misericordia de Dios. Quien ama de verdad a su prójimo, se compadece de sus alegrías y de sus penas. En tercer lugar, María, como enseñan los santos Padres, deseaba servir a su prima y ayudarla en los asuntos de la casa.
En las meditaciones de Roger Baxter compara la visitación con el arca del Señor, escribiendo: "Considera las inspiradas palabras de la Escritura: 'El arca del Señor permaneció en la casa de Obededom, el geteo, tres meses; y el Señor bendijo a Obededom y a toda su casa'. (2 Samuel 6: 11) Cuánto más podemos suponer que bendijo la casa de Zacarías, en la que el arca viviente del Señor y la madre de Dios moraron tanto tiempo."

## Representación iconográfica
Como otras muchas escenas de la vida de María, abundan las representaciones en el arte a lo largo de la historia, por lo general mostrando el encuentro de las dos mujeres solas y en algunos casos acompañadas de familiares. En ocasiones se añade una filacteria con las primeras palabras del magnificat.

Iconografía en el arte
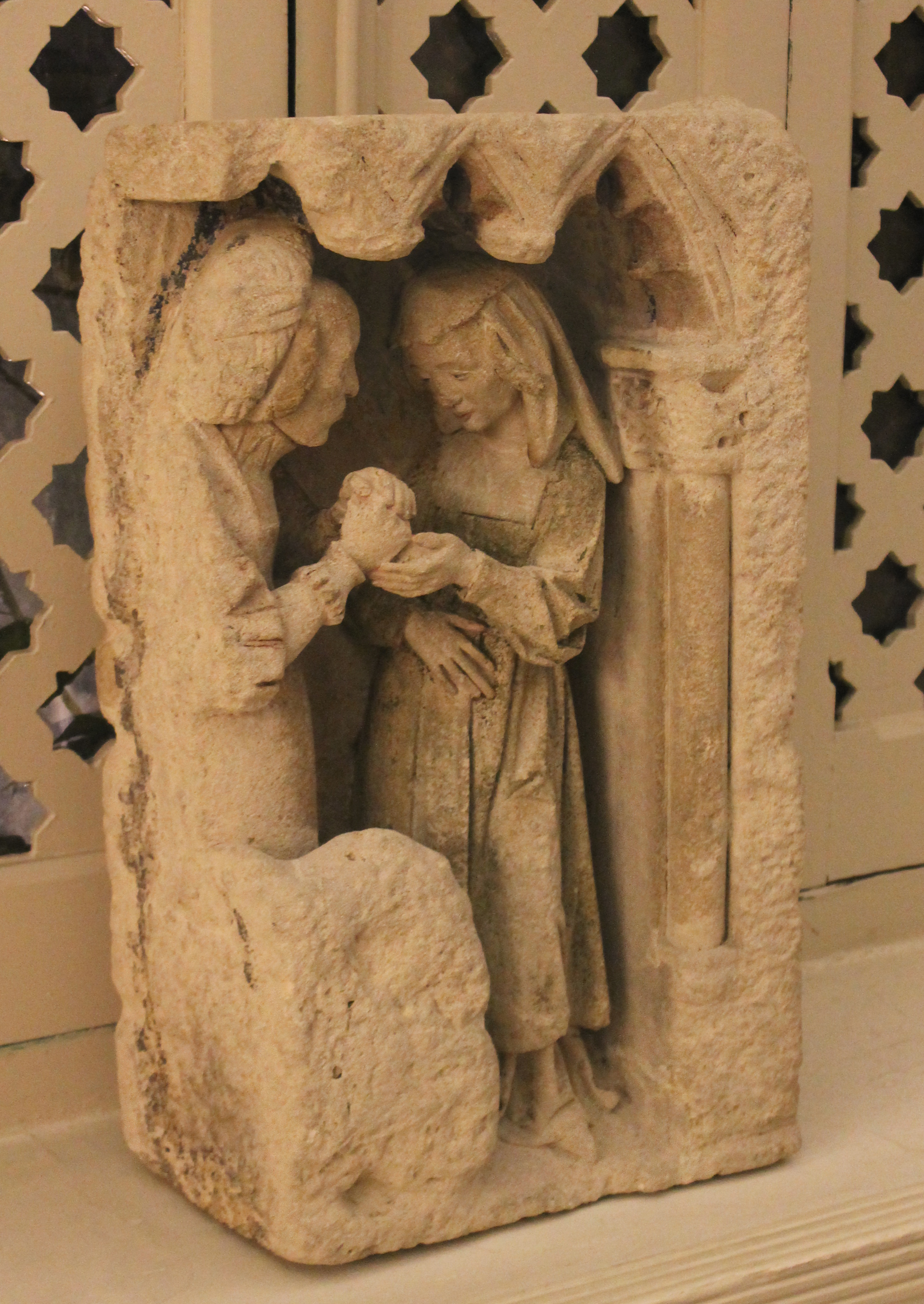
Fragmento de un sepulcro burgalés del siglo XV. Museo Sorolla, Madrid.
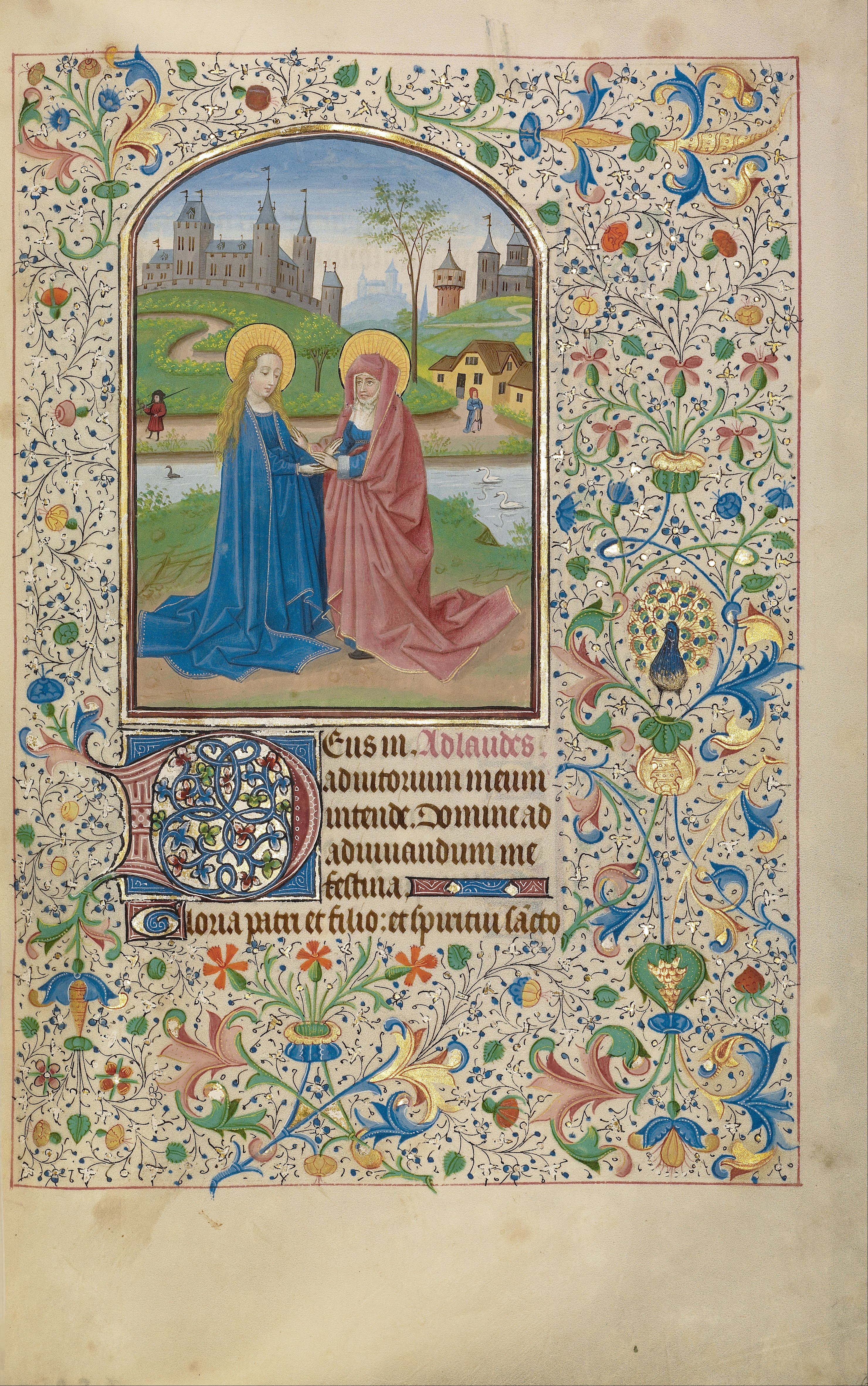
Miniatura de Willem Vrelant, hacia 1460. Getty Museum (California).
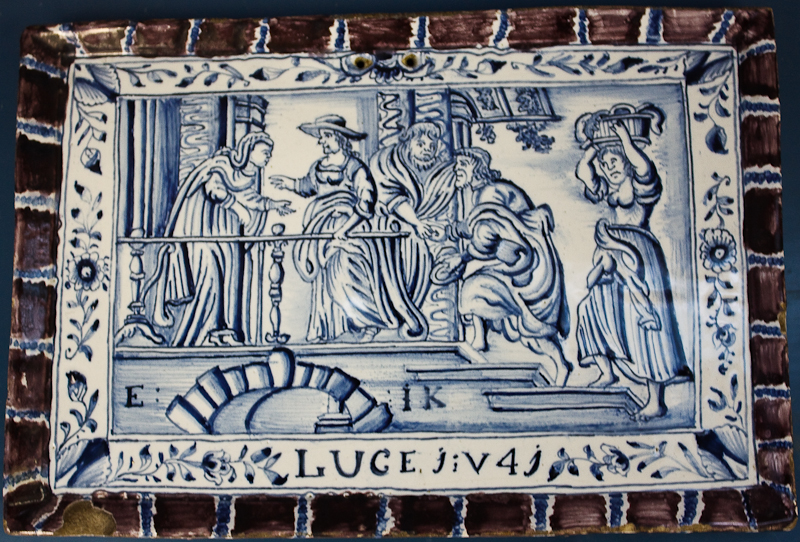
Bandeja de loza flamenca del siglo XVIII. Museo de Harligen (Holanda).
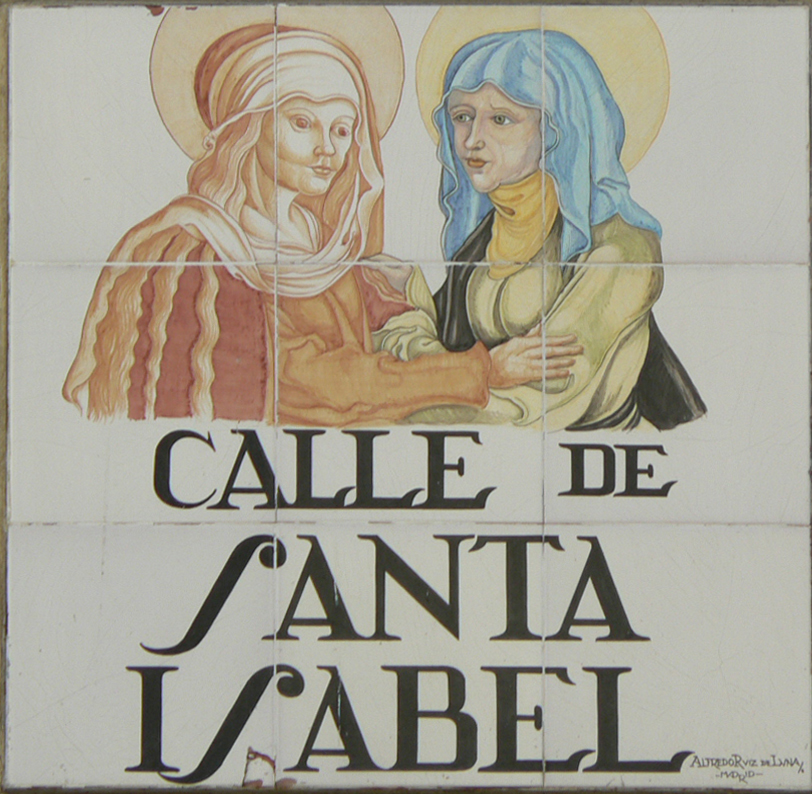
Placa de azulejos en la calle de Santa Isabel, Madrid.
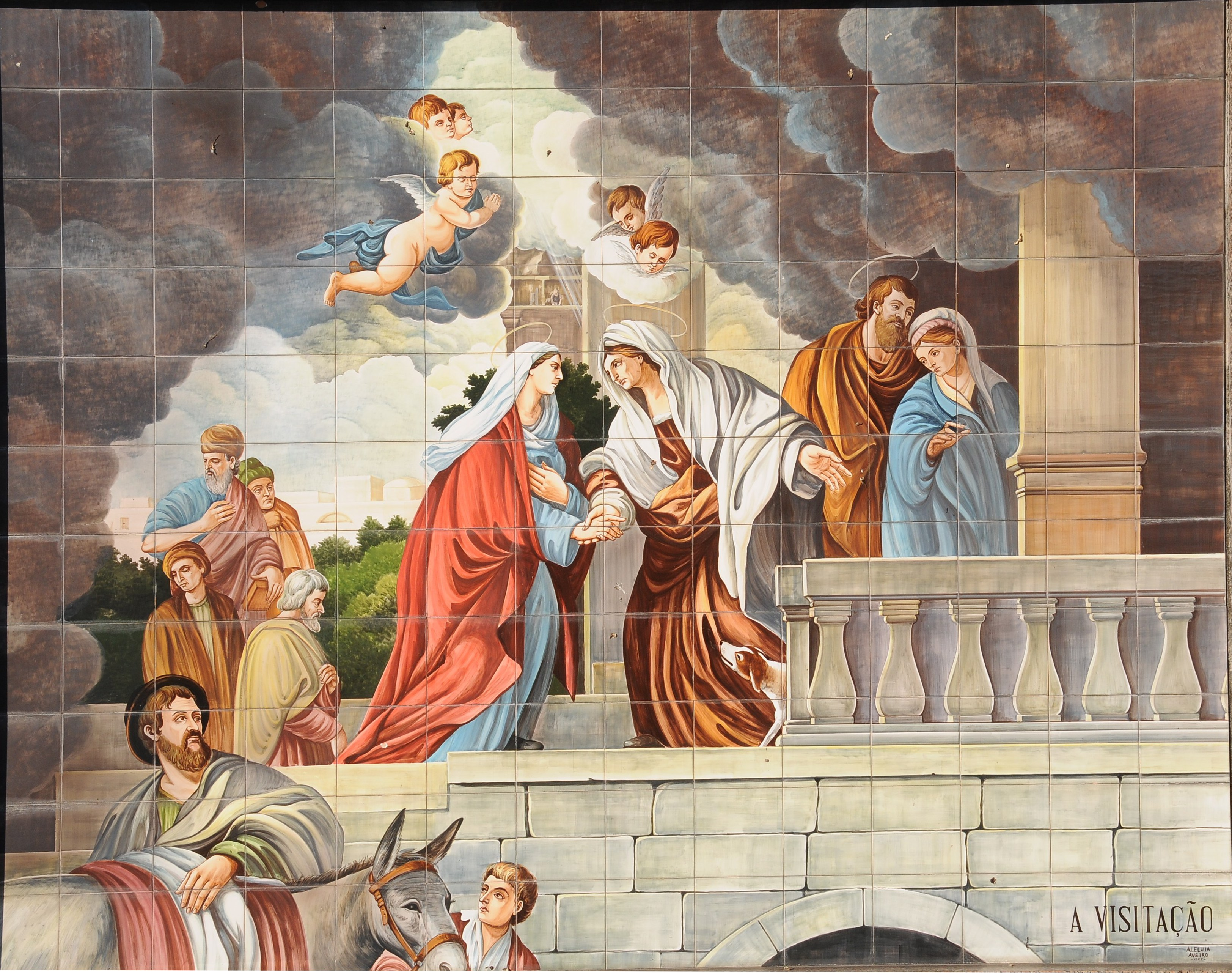
Mural de azulejos en Gilmonde (Portugal).